# 岩比乡
岩比乡（藏語：ཨུད་དཔལ་，威利转写：ud pal），是中华人民共和国西藏自治区昌都市江达县下辖的一个乡镇级行政单位。

## 行政区划
岩比乡下辖以下地区：
德巴村、岩比村、华荣村、东扎村、杂拥村和格达村。